# Rosay (Sena Marítim)
Rosay és un municipi francès situat al departament del Sena Marítim i a la regió de Normandia. L'any 2007 tenia 265 habitants.

## Demografia

### Població
El 2007 la població de fet de Rosay era de 265 persones. Hi havia 104 famílies de les quals 24 eren unipersonals (16 homes vivint sols i 8 dones vivint soles), 40 parelles sense fills i 40 parelles amb fills.
La població ha evolucionat segons el següent gràfic:
Habitants censats

### Habitatges
El 2007 hi havia 126 habitatges, 108 eren l'habitatge principal de la família, 11 eren segones residències i 8 estaven desocupats. Tots els 126 habitatges eren cases. Dels 108 habitatges principals, 88 estaven ocupats pels seus propietaris, 19 estaven llogats i ocupats pels llogaters i 1 estava cedit a títol gratuït; 1 tenia una cambra, 3 en tenien dues, 14 en tenien tres, 29 en tenien quatre i 61 en tenien cinc o més. 101 habitatges disposaven pel capbaix d'una plaça de pàrquing. A 55 habitatges hi havia un automòbil i a 49 n'hi havia dos o més.

### Piràmide de població
La piràmide de població per edats i sexe el 2009 era:
| Homes | Edats   | Dones |
| ----- | ------- | ----- |
| 4     | 95 o +  | 0     |
| 0     | 90 a 94 | 0     |
| 0     | 85 a 89 | 0     |
| 4     | 80 a 84 | 0     |
| 4     | 75 a 79 | 0     |
| 0     | 70 a 74 | 4     |
| 24    | 65 a 69 | 24    |
| 4     | 60 a 64 | 0     |
| 4     | 55 a 59 | 4     |
| 8     | 50 a 54 | 4     |
| 20    | 45 a 49 | 12    |
| 4     | 40 a 44 | 12    |
| 16    | 35 a 39 | 8     |
| 0     | 30 a 34 | 4     |
| 12    | 25 a 29 | 12    |
| 12    | 20 a 24 | 4     |
| 12    | 15 a 19 | 8     |
| 4     | 10 a 14 | 16    |
| 0     | 5 a 9   | 4     |
| 12    | 0 a 4   | 8     |

## Economia
El 2007 la població en edat de treballar era de 169 persones, 123 eren actives i 46 eren inactives. De les 123 persones actives 121 estaven ocupades (66 homes i 55 dones) i 2 estaven aturades (2 homes). De les 46 persones inactives 19 estaven jubilades, 11 estaven estudiant i 16 estaven classificades com a «altres inactius».

### Ingressos
El 2009 a Rosay hi havia 107 unitats fiscals que integraven 277 persones, la mediana anual d'ingressos fiscals per persona era de 16.071 €.

### Activitats econòmiques
Dels 9 establiments que hi havia el 2007, 1 era d'una empresa de fabricació d'altres productes industrials, 3 d'empreses de construcció, 1 d'una empresa de comerç i reparació d'automòbils, 1 d'una empresa financera, 1 d'una empresa immobiliària, 1 d'una empresa de serveis i 1 d'una empresa classificada com a «altres activitats de serveis».
Dels 3 establiments de servei als particulars que hi havia el 2009, 2 eren fusteries i 1 lampisteria.
L'any 2000 a Rosay hi havia 9 explotacions agrícoles.

## Poblacions més properes
El següent diagrama mostra les poblacions més properes.